# Na (langue)
Le na (ou narua, mosuo) est une langue tibéto-birmane parlée par les Moso (Mosuo), dans une région à cheval sur la frontière entre les provinces du Sichuan et du Yunnan en Chine.

## Localisation géographique
Le na est parlé dans le nord-ouest de la province du Yunnan et dans le centre sud de celle du Sichuan.

## Classification
Le na constitue avec le lazé et le naxi le sous-groupe des langues na au sein des langues na-qianguiques. Ce sous-groupe constitue, avec le namuyi et le shixing, le groupe des langues naïques, un groupe rattaché aux langues tibéto-birmanes. Le na est souvent présenté comme étant le dialecte oriental du naxi, alors que les deux langues ne sont pas intercompréhensibles.

## Phonologie
Le na est une langue tonale, qui possède une morphotonologie complexe.

## Lexique
Le dialecte de la plaine de Yongning (village de Alawua) a fait l'objet d'un dictionnaire na-français-chinois.

## Documentation linguistique
Des enregistrements en langue na (moso) sont disponibles en ligne via la Collection Pangloss. En 2024, trois dialectes étaient représentés : na de Lataddi, na de Lijiazui, na de Yongning (Alawua).